# Скорняк

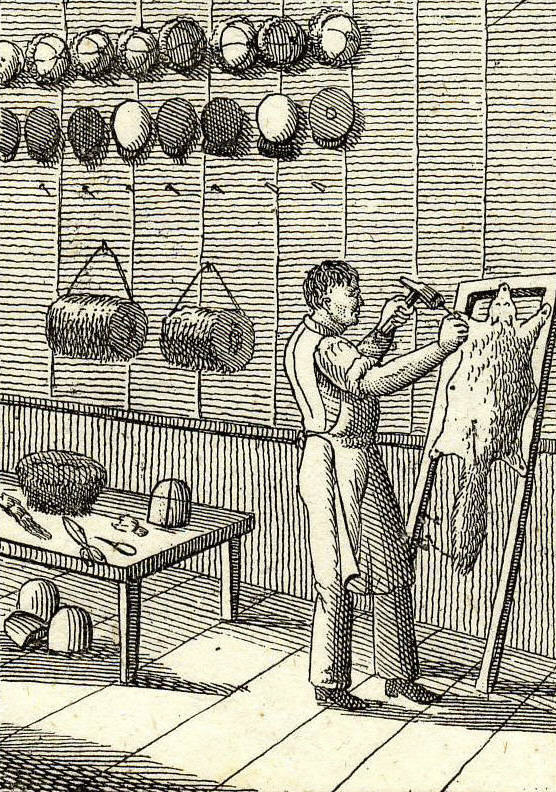
Скорняк при работе

Скорня́к или скорня́жник (от др.-рус. скорьнь — «сапог») — меховщик, кожевник, сыромятник и/или мастер по выделке мехов, также занимающийся изготовлением и ремонтом изделий из меха и кожи. 
Слово «скорняк» происходит от древнерусского «скорьнь» — «сапог», которое, в свою очередь, происходит от слова «скора́» — «шкура, сырая кожа». Меховщик, кожевник, сыромятник: в широком смысле — мастер по изготовлению и ремонту меховых и кожаных изделий, чучел животных, ковров и тому подобное. Одна из древнейших профессий.

## История
Мех, вероятно, был одним из первых материалов, используемых для одежды. Известно, что несколько видов гоминидов, включая человека разумного и неандертальцев, одевались в меховую одежду.

## Современность
Современная профессия скорняка включает такие специализации как наборщик, раскройщик и отделочник.